# 知華
知華（ともか、1986年12月4日 - ）は、日本の元ファッションモデル。東京都世田谷区出身。

## 略歴
共立女子中学校卒業。共立女子高等学校から堀越高等学校に転校し卒業。同級生には長澤まさみ、鈴木杏、手越祐也などがいる。
街でスカウトされてモデル業を始めて『SEVENTEEN』などに掲載された[6]。その後、「ミスSEVENTEEN2003」でグランプリを受賞し、2006年まで活動。
2007年からファッション雑誌minaの専属モデルとなり、「小川知華」から「知華」と改名。
2011年にスターダストプロモーションを退所し、そのまま芸能界を事実上引退。
現在はリリー・フランキーの事務所のマネージャーを担当している。

## 人物
- 父は商社勤務で海外生活が長く、退任後は私立中学高校の理事や校長を務め、本なども出版している。
- 兄弟姉妹は医師。
- 小川知華および知華は両方とも芸名であり、本名は明かしていない。
- マニアックな嗜好で、同級生の高本彩曰く「不思議なひと」。
- 漫画を10000冊以上所持している。
- 子供の頃からX JAPANのファンで、ディナーショーで私物を3回落札している。
- 元々は宝塚の男役を目指していたが、モデルになった。
- 「Miss of Miss Campus Queen Contest 2007」でグランプリを受賞した鷲尾春果とは中学時代のクラスメート。
- シーランド公国の爵位を購入し、レディの称号を得た。
- 血液型はかつてO型であったがB型に変わっており、RH -で亜型と特殊な血液型である。

## 出演
- CX「環境野郎Dチーム」
- CS Music Japan TV「青春! 18」レギュラー

### 映画
- しあわせなら手をたたこう（2005年）

### CM・広告
2005年以前の経歴は所属事務所のHPに表示されていない。
- ビッグウェーブホールディングス株式会社「Big Wave」
- 日本工学院専門学校（2005年）
- デル（2006年）ほか
- カネボウ「epilat」イメージキャラクター

## 書籍

### 雑誌
- セブンティーン（集英社）専属モデル
- mina（主婦の友社）専属モデル
- with
- デジタルフォトテクニック
- an エリア（表紙）
- 丸井『Voi』
- 月刊EXILE
- とらばーゆ（表紙）
- ファミ通

### その他
- R25 コラム連載「漫画ソムリエ」
- mina フォトコラム連載「知華の日々是々」